# Giáo hội Chính thống giáo Ukraina
Giáo hội Chính thống giáo Ukraina (tiếng Ukraina: Православна церква України; tiếng Hy Lạp: Αυτοκέφαλη Ορθόδοξη Εκκλησία της Ουκρανίας), là một Giáo hội Chính thống giáo Đông phương với lãnh thổ tài phán là đất nước Ukraina (bao gồm cả Bán đảo Krym, de iure). Giáo hội này được thành lập vào ngày 15 tháng 12 năm 2018 bởi Hội đồng hợp nhất Giáo hội Chính thống giáo Ukraina Tòa thượng phụ Kiev với Giáo hội Chính thống giáo Ukraina Tự lập.
Danh xưng người lãnh đạo của giáo hội này là Đô thành trưởng Kyiv và toàn Ukraina, hiện là Epiphanius I (tiên khởi). Trước đây, ông là đô thành trưởng vùng Pereiaslav và Bila Tserkva. Giáo hội Chính thống giáo Ukraina được công nhận là tự chủ (autocephaly) bởi Tòa Thượng phụ Đại kết Constantinopolis.
Một Giáo hội Chính thống giáo khác đang tồn tại ở Ukraina là Giáo hội Chính thống giáo Ukraina Tòa thượng phụ Moskva, vẫn hiệp thông với Giáo hội Chính thống giáo Nga và phản đối việc thành lập Giáo hội Chính thống giáo Ukraina thống nhất. Cả hai giáo hội xung khắc với nhau, dẫn đến cuộc Ly giáo Moskva–Constantinopolis 2018.